# Euphorbia burkartii
Euphorbia burkartii är en törelväxtart som beskrevs av Nélida María Bacigalupo. Euphorbia burkartii ingår i släktet törlar, och familjen törelväxter. Inga underarter finns listade i Catalogue of Life.